# Colli di Faenza
Pour les articles homonymes, voir Faenza (homonymie).

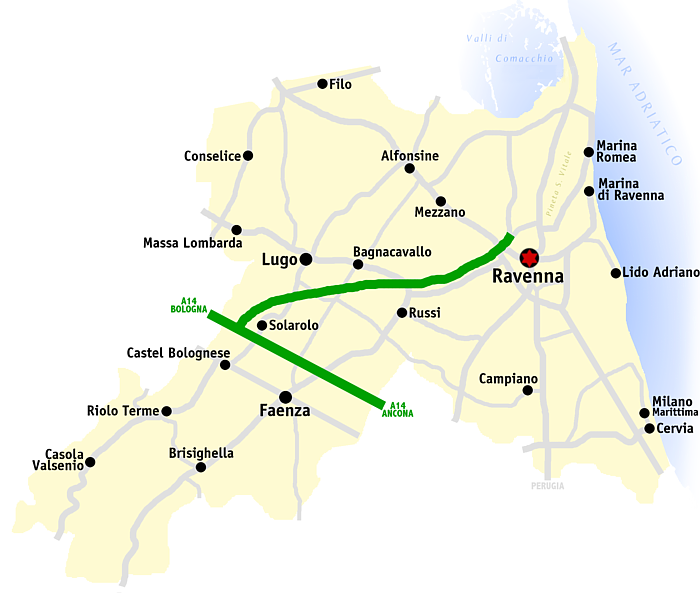
Province de Ravenne

Le  Colli di Faenza  est un vignoble de la région Émilie-Romagne doté d'une appellation DOC depuis le 4 août 1997.
Seuls ont droit à la DOC les vins récoltés à l'intérieur de l'aire de production définie par le décret. 

## Aire de production
Les vignobles autorisés se situent en province de Ravenne dans les communes de Brisighella, Casola Valsenio, Riolo Terme, Faenza et Castel Bolognese ainsi que dans les communes Modigliana et Tredozio en province de Forlì-Cesena.

## Cépages
Les cépages utilisés sont: Pignoletto, Chardonnay, Sauvignon, Pinot blanc, Ciliegiolo, Cabernet-sauvignon, Ancellotta, Sangiovese et Trebbiano romagnolo
Actuellement, l'appellation  Colli di Faenza est subdivisée en sous-appellations selon le cépage.

## Vins, appellations
Les appellations sont:
- Colli di Faenza Pinot Bianco
- Colli di Faenza Sangiovese
- Colli di Faenza Sangiovese riserva
- Colli di Faenza Trebbiano
- Colli di Faenza bianco
- Colli di Faenza rosso
- Colli di Faenza rosso riserva